# Spoorlijn 23

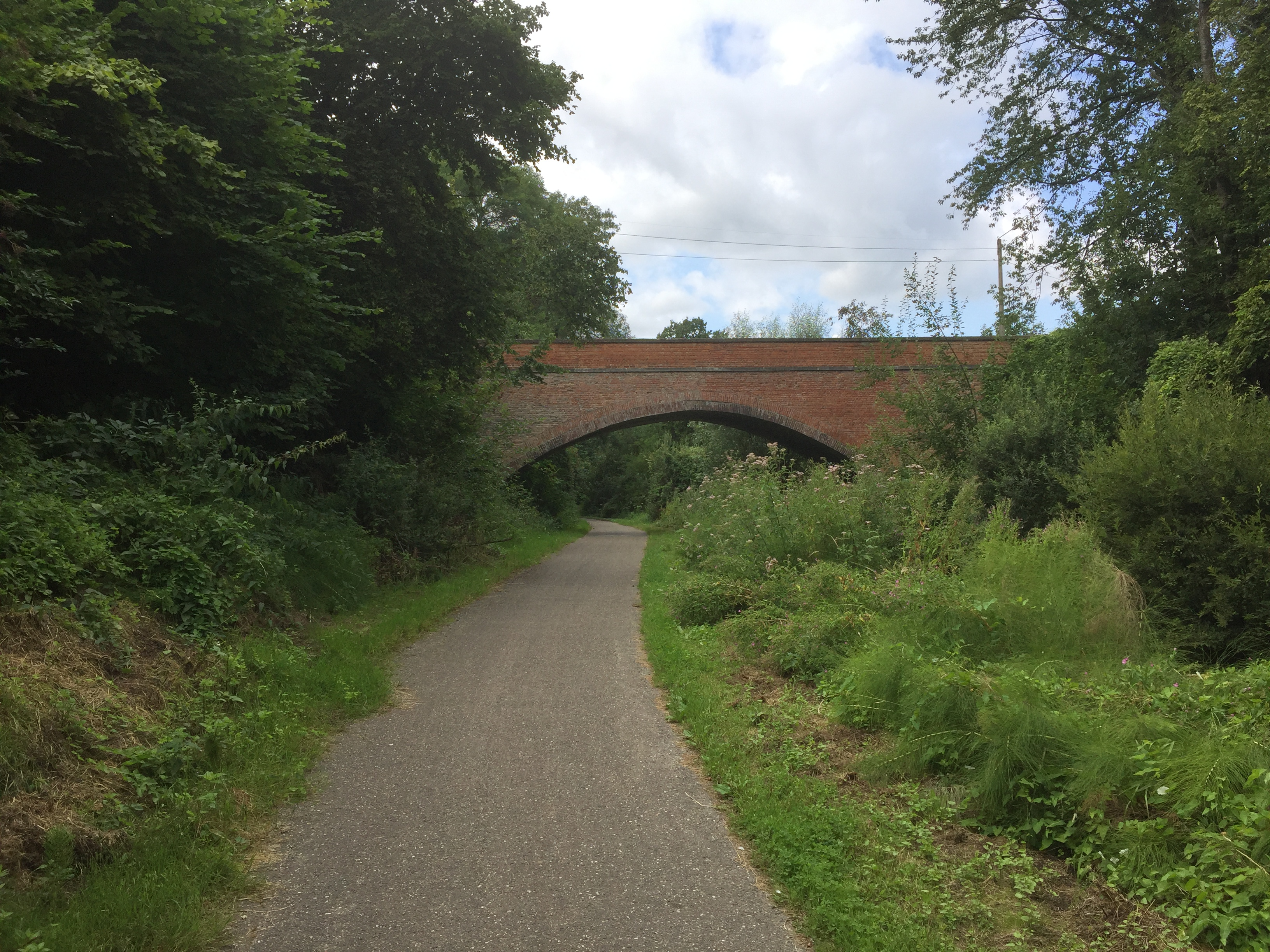
Brug over het Fruitspoor ter hoogte van de Colenstraat in Kerniel

Spoorlijn 23 was een Belgische spoorlijn die Drieslinter met Tongeren verbond. De lijn was 33,4 km lang. De spoorlijn werd ook wel het Fruitspoor genoemd omdat over deze lijn voornamelijk fruit werd vervoerd naar de diverse stroopfabrieken die gelegen waren in de buurt van de stations.

## Geschiedenis
Op 27 mei 1878 werd de spoorlijn tussen Drieslinter en Sint-Truiden geopend. Anderhalf jaar later, op 10 september 1879, werd ook de spoorlijn tussen Sint-Truiden en Tongeren opengesteld.
Op 29 september 1957 werd het reizigersverkeer op de lijn opgeheven. Het goederenverkeer bleef nog tot in de jaren 1960-1970 rijden maar het werd geleidelijk afgebouwd. Tussen Sint-Truiden en Bernissem reed er nog goederenverkeer tot in 1988. Daarna werden ook de sporen geleidelijk aan opgebroken, tussen 1968 en 1989.
De spoorlijn was enkelsporig aangelegd en werd nooit geëlektrificeerd.

## Fietssnelweg F79
Op de bedding werd over het grootste deel van de afstand een fietspad aangelegd.
De provincie Limburg kocht de bedding op en wil met het strategisch project Fruitspoorroute deze uitbouwen tot Fietssnelweg F79.

## Aansluitingen
In de volgende plaatsen was er een aansluiting op de volgende spoorlijnen:
Drieslinter
Spoorlijn 22 tussen Tienen en Diest
Sint-Truiden
Spoorlijn 21 tussen Landen en Hasselt
Tongeren
Spoorlijn 24 tussen Tongeren en Aachen West
Spoorlijn 34 tussen Hasselt en Luik-Guillemins